# 約阿希姆·腓特烈 (布熱格)
約阿希姆·腓特烈（波蘭語：Joachim Fryderyk legnicko-brzeski，1550年9月29日—1602年3月25日），布熱格公爵、萊格尼察公爵，傑日二世的長子，1595年至1602年在位。

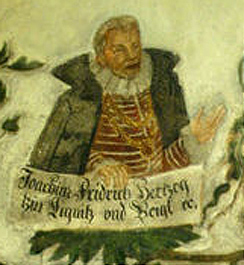
約阿希姆·腓特烈

## 家庭
1577年，約阿希姆·腓特烈與安哈特親王約阿希姆·恩斯特的女兒安娜·瑪麗亞結婚，兩人共有2子2女：
1. 揚·克里斯蒂安（1591年—1639年）
2. 芭芭拉·阿格尼絲（1593年—1631年）
3. 傑日·魯道夫（英语：George Rudolf of Liegnitz）（1595年—1653年）
4. 瑪麗亞·索菲亞（1601年—1654年）